# Пикеринг, Уильям Хэйуард
Сэр Уильям Хэйуард Пикеринг (англ. Sir William Hayward Pickering; 24 декабря 1910, Веллингтон, Новая Зеландия — 15 марта 2004, Ла-Каньяда-Флинтридж, Калифорния, США) — американский физик и астроном новозеландского происхождения.

## Биография
Родился в Веллингтоне (Новая Зеландия), в 1932 году окончил Калифорнийский технологический институт. В 1932—1976 годах работал в этом институте (с 1946 года — профессор, в 1954—1976 годах — директор Лаборатории реактивного движения). В 1976—1978 годах — директор Исследовательского института при Университете бензина и полезных ископаемых в Саудовской Аравии, с 1978 года — президент Пикеринговской научно-исследовательской корпорации. Был членом многих правительственных и университетских комиссий по исследованию космического пространства.
Возглавлял работы по созданию первых американских искусственных спутников Земли («Эксплорер-1» вышел на околоземную орбиту 1 февраля 1958), а также руководил планированием, разработкой и осуществлением американских программ исследования Луны и планет с помощью автоматических станций «Рейнджер», «Сервейор», «Маринер». «Рейнджер-7», «Рейнджер-8», «Рейнджер-9» (1964—1965) перед жестким прилунением передали на Землю первые детальные крупномасштабные фотографии лунной поверхности. Аппараты серии «Сервейор» (1966—1967) осуществляли мягкую посадку на Луну и выполняли разнообразные исследования лунной поверхности, звезд, планет, солнечной короны. «Маринер-2» в 1962, пройдя на расстоянии 33 600 км от Венеры, передал на Землю научную информацию об атмосфере и температуре поверхности планеты, «Маринер-5» (1967) исследовал Венеру с пролетной траектории. «Маринер-4» в 1965 успешно исследовал Марс с пролетной траектории и сфотографировал его; на переданных на Землю снимках впервые были обнаружены кратеры на поверхности планеты. «Маринер-6», «Маринер-7» (1969) и «Маринер-9» (1971—1972) провели более детальное изучение атмосферы и поверхности Марса. Во время полета «Маринера-10» (1974) было продолжено исследование Венеры, а затем получены первые детальные снимки поверхности Меркурия и предприняты попытки обнаружения на нём атмосферы.

## Награды и признание
Член Национальной академии наук США (1962), член Новозеландского королевского общества, Международной академии астронавтики, президент Международной астронавтической федерации (1965—1966).
Премия им. Дж. Уайлда Американского ракетного общества (1957), медаль им. X. Колумба (Генуя, 1964), премия им. А. Галабера Международной астронавтической федерации (1965), премия им. Р. X. Годдарда Национального космического клуба (1965), Премия Уильяма Проктера за научные достижения (1965), медаль им. Т. А. Эдисона Американского института инженеров по электротехнике и радиоэлектронике (1972), Национальная научная медаль правительства США (1976), медаль Фарни Института Франклина (1976), Премия Японии (1994).